# Ленішкі (Лодзинське воєводство)
Ленішкі (пол. Leniszki) — село в Польщі, у гміні Чарножили Велюнського повіту Лодзинського воєводства.
Населення — 86 осіб (2011).
У 1975-1998 роках село належало до Серадзького воєводства.

## Демографія
Демографічна структура станом на 31 березня 2011 року:
|          | Загалом | Допрацездатний вік | Працездатний вік | Постпрацездатний вік |
| -------- | ------- | ------------------ | ---------------- | -------------------- |
| Чоловіки | 41      | 7                  | 29               | 5                    |
| Жінки    | 45      | 8                  | 23               | 14                   |
| Разом    | 86      | 15                 | 52               | 19                   |